# 米田昭
米田 昭（よねだ あきら、1930年6月25日 - 2000年9月3日）は、日本の検察官。

## 略歴
旧制成蹊高等学校を経て、1953年東京大学法学部卒業。東京大学在学中に司法試験に合格。公安調査庁長官、仙台高等検察庁検事長（1991年12月12日-1993年6月24日）を歴任。2000年9月3日、肝細胞癌のため死去。